# ناو وارزه
ناو وارزه (به انگلیسی: Italian cruiser Varese) یک کشتی است که طول آن ۱۱۱٫۸ متر (۳۶۶ فوت ۱۰ اینچ) می‌باشد. این کشتی در سال ۱۸۹۹ ساخته شد.